# Again (Alice in Chains)
Again è un singolo del gruppo rock statunitense Alice in Chains, pubblicato nel 1996 ed estratto dall'album Alice in Chains.

## Formazione
- Layne Staley – voce
- Jerry Cantrell – chitarra, voce
- Mike Inez – basso, voce
- Sean Kinney – batteria, percussioni

## Classifiche
| Classifica (1996)             | Posizione massima |
| ----------------------------- | ----------------- |
| Stati Uniti (alternative)     | 36                |
| Stati Uniti (mainstream rock) | 8                 |